# Nannophlebia kalkmani
Nannophlebia kalkmani – gatunek ważki z rodziny ważkowatych (Libellulidae).